# Burao
Burao (in somalo Burco ) è la capitale della provincia di Tug Dair, nel Somaliland,
di fatto una repubblica indipendente, la quale è riconosciuta come facente parte della Somalia.
In termini di popolazione è la seconda città più grande nella Somaliland dopo Hargheisa.

## Storia
Burao era il sito dove era stata proclamata la unilaterale e internazionalmente non riconosciuta, indipendenza della
Somaliland, il 18 maggio 1991.
Come altre città del nord della Somalia la città è stata ricostruita solo con piccoli aiuti esterni. La città ha
avuto il suo boom economico con i soldi e le persone che arrivarono dalle aree rurali per risiedere stabilmente nella
città.

## Popolazione
Recentemente la popolazione di Burao e molto aumentata. Oggi la città ha una popolazione di 400.000 persone.
Anche se sono disponibili delle informazioni sul numero di persone che è andata a votare nel 2006, non esiste nessun
censimento ufficiale, della città, dal almeno 20 anni. Gli abitanti di Burao sono gli Habar Yoonis e gli Habar Jeclo,
appartenenti al più grande clan degli Isaaq delle persone di etnia Somali.
La città è dotata di elettricità e di acqua corrente, inoltre la posizione centrale di essa ha contribuito alla sua
rinascita economica. Infatti i beni diretti verso il sud, il centro e le parti orientali del paese partono tutti
dalla periferia di Burao. Anche i contadini vengono, giornalmente, a vendere i loro prodotti in città, il quale non fa
che aumentare il volume d'affari svolto in città.

## Geografia fisica
Il tempo a Burao, come in altre città dell'entroterra del Somaliland settentrionale, è caldo e secco durante tutto
l'anno. Le temperature medie diurne, nei mesi da giugno a agosto, possono salire fino a 35 °C e abbassarsi fino a
25 °C di notte. Il tempo è più fresco durante il resto dell'anno con temperature medie diurne di 27 °C e notturne di 14 °C.
Le uniche precipitazioni piovose si svolgono nei mesi di dicembre e maggio.
Burao è attraversata dal fiume Tug Dair. Di solito questo fiume è secco ma a volte può anche
straripare. Il fiume divide la città a metà ma si può attraversare su un ponte di nuova inaugurazione situato nel centro della città. Il paesaggio circostante la città e semi-desertico e pianeggiante.

## Natura
Per via della fertilità della regione gli animali selvatici vengono qui sia per riprodursi che per brucare nella
vaste praterie della savana. Le principali specie animali presenti qui sono: il Kudu, il cinghiale,
le zebra, il mulo somalo, il facocero, l'antilope, la pecora Somala, capre selvatiche,
cammelli e altre specie di avifauna. A sud di Burco esiste una vasta zona di savana la quale attrae molta
fauna come i leoni e i leopardi.

## Infrastrutture e trasporti
La città è servita da autobus e da un Aeroporto il quale effettua voli, tramite la Daallo Airlines,
verso Hargheisa, Addis Abeba, San'a e altre città della Somalia e della Somaliland.
Una strada asfaltata collega Burao con il porto di Berbera, tramite la cittadina di Sheekh.